# Којшов
Којшов (слч. Kojšov) насељено је мјесто са административним статусом сеоске општине (слч. obec) у округу Гелњица, у Кошичком крају, Словачка Република.

## Становништво
| Година:    | 1994. | 2004.   | 2014.   | 2024.   |
| ---------- | ----- | ------- | ------- | ------- |
| Број људи: | 789   | 749     | 713     | 690     |
| Разлика:   |       | -5,06 % | -4,80 % | -3,22 % |

| Година:    | 2023. | 2024.   |
| ---------- | ----- | ------- |
| Број људи: | 698   | 690     |
| Разлика:   |       | -1,14 % |

Према подацима о броју становника из 2011. године насеље је имало 729 становника.